# Naturwald Schwarzacher Tännig
Der Schwarzacher Tännig ist ein Naturwald im Steigerwaldvorland, der sich über eine Fläche von etwa neun Hektar erstreckt. Er befindet sich in Kitzingen, einer Stadt im unterfränkischen Landkreis Kitzingen. Der Naturwald liegt grob zwischen Großlangheim im Südosten sowie Schwarzach am Main, das sich nordöstlich des Schutzgebiets befindet. Die Ausweisung als Schutzgebiet erfolgte im Jahr 2021.

## Geographische Lage
Der aus einem Teilbereich bestehende Naturwald Schwarzacher Tännig befindet sich im Naturraum Steigerwaldvorland, nordwestlich von Großlangheim und südlich von Schwarzach am Main. Östlich des Schutzgebietes liegt Albertshofen, und westlich davon Kleinlangheim. Der Naturwald ist Teil des FFH-Gebietes Sandgebiete bei Schwarzach, Klein- und Großlangheim und des Vogelschutzgebietes Südliches Steigerwaldvorland. Nordöstlich grenzen die Naturdenkmäler Sphagnum-Schilfmoor und der Ungeheurer See an den Naturwald. Südöstlich befindet sich das Naturschutzgebiet Kranzer. Weitere nahegelegene Naturschutzgebiete sind Belkers bei Großlangheim und Sande am Tannenbusch bei Kleinlangheim. Der Schwarzacher Tännig liegt innerhalb des Waldgebietes Klosterforst.

## Schutzstatus und Schutzgründe
In Naturwaldreservaten und Naturwäldern wird keine Bewirtschaftung oder Holzentnahme betrieben, außer für notwendige Maßnahmen des Waldschutzes und der Verkehrssicherung. Die Initiative des Volksbegehrens Artenvielfalt und Naturschönheit in Bayern im Jahr 2019 führte dazu, dass die Bayerische Staatsregierung beschloss, zehn Prozent des Staatswaldes aus der Nutzung zu nehmen. Im Rahmen dieser Maßnahme wurde 2021 der Schwarzacher Tännig als Naturwald ausgewiesen. Dies geschah hauptsächlich aufgrund des dortigen älteren Eichenbestands. International ist das Gebiet jedoch nicht an die IUCN gemeldet und entspricht wahrscheinlich auch nicht deren Größenkriterien.